# Действительные члены РАСХН
Приведён список ныне живущих учёных, являвшихся действительными членами (академиками) Российской академии сельскохозяйственных наук (РАСХН) на момент прекращения существования данной академии в 2013 году.
Всего в списке 96 учёных, среди них 5 женщин.
В 2013 году, в результате реформы, РАСХН влилась в Российскую академию наук (РАН), превратившись в её Отделение сельскохозяйственных наук (ОСХН РАН), а все академики РАСХН получили право на статус действительных членов РАН по этому Отделению. Однако, некоторые предпочли числиться по другим Отделениям РАН (указано в списке), куда ещё до 2013 года были избраны академиками помимо избрания академиками РАСХН. Выборы 2016 года (и последующие: 2019 года и далее) проводились (будут проводиться) уже непосредственно в РАН.

## Список академиков
| Фамилия, Имя Отчество              | Дата рождения   | Год избрания    | Учёная степень     | В Российской академии наук | В Российской академии наук | В Российской академии наук                                                     | В Российской академии наук |
| Фамилия, Имя Отчество              | Дата рождения   | Год избрания    | Учёная степень     | Отделение                  | Секция                     | Специальность                                                                  | Регион                     |
| ---------------------------------- | --------------- | --------------- | ------------------ | -------------------------- | -------------------------- | ------------------------------------------------------------------------------ | -------------------------- |
| Айдаров, Иван Петрович             | 26 августа 1932 | 19 февраля 1997 | д. т. н.           | ОСХН                       | СЗМВЛХ                     | Сельскохозяйственная мелиорация                                                |                            |
| Аксёнова, Лариса Михайловна        | 31 октября 1945 | 12 февраля 2003 | д. т. н.           | ОСХН                       | СХПП                       | Технология хлебопекарных, макаронных и кондитерских продуктов                  |                            |
| Алтухов, Анатолий Иванович         | 6 сентября 1949 | 15 февраля 2012 | д. э. н.           | ОСХН                       | СЭЗОСРС                    | Экономика и управление народным хозяйством                                     |                            |
| Амерханов, Харон Адиевич           | 4 августа 1951  | 17 февраля 2010 | д. с.-х. н.        | ОСХН                       | СЗВ                        | Зоотехния                                                                      |                            |
| Балакирев, Николай Александрович   | 1 января 1947   | 16 февраля 2005 | д. б. н.           | ОСХН                       | СЗВ                        | Зоотехния                                                                      |                            |
| Баутин, Владимир Моисеевич         | 27 мая 1948     | 15 февраля 2012 | д. э. н.           | ОСХН                       | СЭЗОСРС                    | Управление инновациями                                                         |                            |
| Беспалова, Людмила Андреевна       | 2 апреля 1947   | 14 февраля 2007 | д. с.-х. н.        | ОСХН                       | СРЗБР                      | Растениеводство                                                                |                            |
| Беспахотный, Геннадий Васильевич   | 10 декабря 1937 | 14 февраля 2007 | д. э. н.           | ОСХН                       | СЭЗОСРС                    | Экономика и управление народным хозяйством                                     |                            |
| Быков, Валерий Алексеевич          | 19 декабря 1938 | 16 февраля 2005 | д. т. н.           | ОФФМ                       | СФ                         | Растениеводство                                                                |                            |
| Василевич, Фёдор Иванович          | 1 октября 1949  | 14 февраля 2007 | д. в. н.           | ОСХН                       | СЗВ                        | Ветеринарная паразитология                                                     |                            |
| Войтович, Николай Васильевич       | 9 мая 1939      | 16 февраля 2005 | д. с.-х. н.        | ОСХН                       | СЗМВЛХ                     | Общее земледелие                                                               |                            |
| Волков, Сергей Николаевич          | 29 декабря 1951 | 14 февраля 2007 | д. э. н.           | ОСХН                       | СЭЗОСРС                    | Экономика и земельные отношения                                                |                            |
| Гамзиков, Геннадий Павлович        | 29 января 1938  | 18 февраля 1993 | д. б. н.           | ОСХН                       | СЗМВЛХ                     | Земледелие, агрохимия                                                          | СО                         |
| Гончаренко, Анатолий Алексеевич    | 16 октября 1940 | 19 февраля 1997 | д. с.-х. н.        | ОСХН                       | СРЗБР                      | Генетика и селекция                                                            |                            |
| Гордеев, Алексей Васильевич        | 28 февраля 1955 | 16 февраля 2005 | д. э. н.           | ОСХН                       | СЭЗОСРС                    | Экономика и управление народным хозяйством                                     |                            |
| Горлов, Иван Фёдорович             | 15 января 1949  | 16 февраля 2005 | д. с.-х. н.        | ОСХН                       | СХПП                       | Хранение и переработка сельскохозяйственной продукции                          |                            |
| Гугля, Виктор Григорьевич          | 17 февраля 1938 | 19 февраля 1997 | д. с.-х. н.        | ОСХН                       | СЗВ                        | Кормление, физиология и биохимия сельскохозяйственных животных                 | СО                         |
| Гудковский, Владимир Александрович | 17 апреля 1937  | 19 февраля 1997 | д. с.-х. н.        | ОСХН                       | СХПП                       | Первичная обработка и хранение продукции растениеводства                       |                            |
| Гулюкин, Михаил Иванович           | 4 ноября 1944   | 14 февраля 2007 | д. в. н.           | ОСХН                       | СЗВ                        | Ветеринарная микробиология и вирусология                                       |                            |
| Дебабов, Владимир Георгиевич       | 17 октября 1935 | 2 июля 1991     | д. б. н.           | ОБН                        | СФХБ                       | Генетическая инженерия, биотехнология                                          |                            |
| Долженко, Виктор Иванович          | 29 августа 1953 | 17 февраля 2010 | д. с.-х. н.        | ОСХН                       | СРЗБР                      | Защита растений                                                                |                            |
| Донник, Ирина Михайловна           | 2 июня 1955     | 17 февраля 2010 | д. б. н.           | ОСХН                       | СЗВ                        | Ветеринарная медицина                                                          | УрО                        |
| Донченко, Александр Семёнович      | 25 июня 1939    | 16 февраля 2005 | д. в. н.           | ОСХН                       | СЗВ                        | Ветеринарная медицина                                                          | СО                         |
| Драгавцев, Виктор Александрович    | 18 октября 1935 | 13 февраля 2001 | д. б. н.           | ОСХН                       | СРЗБР                      | Генетика                                                                       |                            |
| Дубенок, Николай Николаевич        | 5 февраля 1949  | 14 февраля 2007 | д. с.-х. н.        | ОСХН                       | СЗМВЛХ                     | Мелиорация, рекультивация и охрана земель                                      |                            |
| Дунин, Иван Михайлович             | 7 января 1951   | 16 февраля 2005 | д. с.-х. н.        | ОСХН                       | СЗВ                        | Зоотехния                                                                      |                            |
| Егоров, Иван Афанасьевич           | 12 октября 1946 | 14 февраля 2007 | д. б. н.           | ОСХН                       | СЗВ                        | Кормление сельскохозяйственных животных и технология кормов                    |                            |
| Ерёмин, Геннадий Викторович        | 25 мая 1932     | 13 февраля 2001 | д. с.-х. н.        | ОСХН                       | СРЗБР                      | Генетика и селекция                                                            |                            |
| Ермоленко, Виталий Петрович        | 14 января 1942  | 18 февраля 1993 | д. с.-х. н.        | ОСХН                       | СЗМВЛХ                     | Кормопроизводство и луговодство                                                |                            |
| Ерохин, Михаил Никитьевич          | 16 ноября 1946  | 12 февраля 2003 | д. т. н.           | ОСХН                       | СМЭА                       | Технологии и средства технического обслуживания в сельском хозяйстве           |                            |
| Жученко, Александр Александрович   | 3 ноября 1958   | 17 февраля 2010 | д. б. н.           | ОСХН                       | СРЗБР                      | Растениеводство                                                                |                            |
| Забродин, Василий Александрович    | 30 июля 1930    | 19 июня 1990    | д. б. н.           | ОСХН                       | СЗВ                        | Ветеринария                                                                    |                            |
| Завражнов, Анатолий Иванович       | 6 мая 1939      | 14 февраля 2007 | д. т. н.           | ОСХН                       | СМЭА                       | Технологии и средства механизации сельского хозяйства                          |                            |
| Захаренко, Владимир Андреевич      | 6 августа 1935  | 18 февраля 1993 | д. с.-х. н.        | ОСХН                       | СРЗБР                      | Защита растений от вредителей и болезней                                       |                            |
| Зиновьева, Наталия Анатольевна     | 8 июня 1970     | 15 февраля 2012 | д. б. н.           | ОСХН                       | СЗВ                        | Биотехнология                                                                  |                            |
| Иванов, Андрей Леонидович          | 5 апреля 1956   | 17 февраля 1999 | д. б. н.           | ОСХН                       | СЗМВЛХ                     | Общее земледелие, агрохимия                                                    |                            |
| Измайлов, Андрей Юрьевич           | 7 апреля 1961   | 15 февраля 2012 | д. т. н.           | ОСХН                       | СМЭА                       | Технологии и средства механизации сельского хозяйства                          |                            |
| Кашеваров, Николай Иванович        | 3 января 1954   | 16 февраля 2005 | д. с.-х. н.        | ОСХН                       | СЗРБР                      | Растениеводство                                                                | СО                         |
| Кашин, Владимир Иванович           | 10 августа 1948 | 19 февраля 1997 | д. с.-х. н.        | ОСХН                       | СРЗБР                      | Плодоводство                                                                   |                            |
| Кирюшин, Валерий Иванович          | 21 марта 1941   | 14 июня 1988    | д. б. н.           | ОСХН                       | СЗМВЛХ                     | Общее земледелие                                                               |                            |
| Кожухов, Николай Иванович          | 4 июля 1938     | 13 февраля 2001 | д. э. н.           | ОСХН                       | СЗМВЛХ                     | Лесное хозяйство                                                               |                            |
| Комов, Николай Васильевич          | 5 января 1939   | 17 февраля 1999 | д. э. н.           | ОСХН                       | СЭЗОСРС                    | Экономика и земельные отношения                                                |                            |
| Косован, Анатолий Павлович         | 3 августа 1942  | 17 февраля 2010 | д. э. н.           | ОСХН                       | СХПП                       | Хранение и переработка сельскохозяйственной продукции                          |                            |
| Костяев, Александр Иванович        | 28 октября 1946 | 17 февраля 1999 | д. г. н., д. э. н. | ОСХН                       | СЭЗОСРС                    | Экономика и управление народным хозяйством                                     |                            |
| Кружилин, Иван Пантелеевич         | 9 октября 1930  | 19 июня 1990    | д. с.-х. н.        | ОСХН                       | СЗМВЛХ                     | Мелиорация                                                                     |                            |
| Крылатых, Эльмира Николаевна       | 9 апреля 1933   | 2 июля 1991     | д. э. н.           | ОСХН                       | СЭЗОСРС                    | Экономика и управление агропромышленным производством                          |                            |
| Кузнецов, Владимир Васильевич      | 16 июня 1940    | 19 февраля 1997 | д. э. н.           | ОСХН                       | СЭЗОСРС                    | Экономика и управление народным хозяйством                                     |                            |
| Кулик, Константин Николаевич       | 22 июля 1952    | 12 февраля 2003 | д. с.-х. н.        | ОСХН                       | СЗМВЛХ                     | Агролесомелиорация и защитное лесоразведение                                   |                            |
| Куликов, Иван Михайлович           | 5 сентября 1955 | 14 февраля 2007 | д. э. н.           | ОСХН                       | СЭЗОСРС                    | Экономика и управление народным хозяйством                                     |                            |
| Лачуга, Юрий Фёдорович             | 8 мая 1942      | 16 февраля 2005 | д. т. н.           | ОСХН                       | СМЭА                       | Технологии и средства механизации сельского хозяйства                          |                            |
| Левитин, Марк Михайлович           | 17 декабря 1937 | 17 февраля 1999 | д. б. н.           | ОСХН                       | СРЗБР                      | Защита растений                                                                |                            |
| Лисицын, Андрей Борисович          | 16 апреля 1945  | 13 февраля 2001 | д. т. н.           | ОСХН                       | СХПП                       | Технология мясных и рыбных продуктов                                           |                            |
| Лукомец, Вячеслав Михайлович       | 16 мая 1966     | 15 февраля 2012 | д. с.-х. н.        | ОСХН                       | СРЗБР                      | Растениеводство                                                                |                            |
| Лыков, Александр Михайлович        | 5 июля 1934     | 15 февраля 1995 | д. с.-х. н.        | ОСХН                       | СЗМВЛХ                     | Общее земледелие                                                               |                            |
| Милосердов, Владимир Васильевич    | 15 ноября 1930  | 2 июля 1991     | д. э. н.           | ОСХН                       | СЭЗОСРС                    | Экономика и организация сельскохозяйственного производства                     |                            |
| Морозов, Николай Михайлович        | 15 декабря 1934 | 17 февраля 1999 | д. э. н.           | ОСХН                       | СМЭА                       | Механизация сельскохозяйственного производства                                 |                            |
| Оганесянц, Лев Арсенович           | 29 марта 1948   | 16 февраля 2005 | д. т. н.           | ОСХН                       | СХПП                       | Хранение и переработка сельскохозяйственной продукции                          |                            |
| Павлюшин, Владимир Алексеевич      | 3 января 1949   | 16 февраля 2005 | д. б. н.           | ОСХН                       | СРЗБР                      | Защита растений                                                                |                            |
| Панин, Александр Николаевич        | 24 января 1950  | 13 февраля 2001 | д. в. н.           | ОСХН                       | СЗВ                        | Микробиология                                                                  |                            |
| Панфилов, Виктор Александрович     | 7 февраля 1941  | 19 июня 1990    | д. т. н.           | ОСХН                       | СХПП                       | Переработка растениеводческой продукции                                        |                            |
| Петриков, Александр Васильевич     | 20 января 1957  | 12 февраля 2003 | д. э. н.           | ОСХН                       | СЭЗОСРС                    | Экономика и управление народным хозяйством                                     |                            |
| Петров, Рэм Викторович             | 22 марта 1930   | 2 июля 1991     | д. м. н.           | ОБН                        | СФХБ                       | Иммунология                                                                    |                            |
| Пивоваров, Виктор Фёдорович        | 18 апреля 1942  | 15 февраля 1995 | д. с.-х. н.        | ОСХН                       | СРЗБР                      | Растениеводство и селекция                                                     |                            |
| Попов, Владимир Дмитриевич         | 2 апреля 1949   | 16 февраля 2005 | д. т. н.           | ОСХН                       | СМЭА                       | Технологии и средства механизации сельского хозяйства                          |                            |
| Родин, Сергей Анатольевич          | 8 апреля 1957   | 17 февраля 2010 | д. с.-х. н.        | ОСХН                       | СЗМВЛХ                     | Лесные культуры, селекция и семеноводство                                      |                            |
| Романенко, Александр Алексеевич    | 1 августа 1953  | 15 февраля 2012 | д. с.-х. н.        | ОСХН                       | СРЗБР                      | Растениеводство                                                                |                            |
| Романенко, Геннадий Алексеевич     | 12 января 1937  | 19 июня 1990    | д. э. н.           | ОСХН                       | СЗМВЛХ                     | Общее земледелие                                                               |                            |
| Савченко, Иван Васильевич          | 8 октября 1942  | 17 февраля 2010 | д. б. н.           | ОСХН                       | СРЗБР                      | Растениеводство                                                                |                            |
| Сандухадзе, Баграт Исменович       | 20 апреля 1931  | 16 февраля 2005 | д. с.-х. н.        | ОСХН                       | СРЗБР                      | Растениеводство                                                                |                            |
| Санин, Сергей Степанович           | 25 октября 1937 | 16 февраля 2005 | д. б. н.           | ОСХН                       | СРЗБР                      | Защита растений                                                                |                            |
| Свердлов, Евгений Давидович        | 16 ноября 1938  | 2 июля 1991     | д. х. н.           | ОБН                        | СФХБ                       | Физико-химическая биология                                                     |                            |
| Свинцов, Игорь Петрович            | 21 января 1939  | 16 февраля 2005 | д. с.-х. н.        | ОСХН                       | СЗМВЛХ                     | Агролесомелиорация и защитное лесоразведение                                   |                            |
| Свириденко, Юрий Яковлевич         | 30 августа 1949 | 15 февраля 2012 | д. б. н.           | ОСХН                       | СХПП                       | Биотехнология пищевых продуктов                                                |                            |
| Седов, Евгений Николаевич          | 22 февраля 1930 | 19 июня 1990    | д. с.-х. н.        | ОСХН                       | СРЗБР                      | Генетика и селекция                                                            |                            |
| Смирнов, Анатолий Михайлович       | 5 сентября 1935 | 15 февраля 1995 | д. в. н.           | ОСХН                       | СЗВ                        | Ветеринарная медицина                                                          |                            |
| Солошенко, Владимир Андреевич      | 12 ноября 1946  | 14 февраля 2007 | д. с.-х. н.        | ОСХН                       | СЗВ                        | Кормление сельскохозяйственных животных и технология кормов                    | СО                         |
| Сотченко, Владимир Семёнович       | 25 января 1937  | 17 февраля 1999 | д. с.-х. н.        | ОСХН                       | СРЗБР                      | Генетика и селекция                                                            |                            |
| Стрекозов, Николай Иванович        | 26 апреля 1939  | 19 февраля 1997 | д. с.-х. н.        | ОСХН                       | СЗВ                        | Разведение, селекция, генетика и воспроизводство сельскохозяйственных животных |                            |
| Строев, Егор Семёнович             | 25 февраля 1937 | 19 февраля 1997 | д. э. н.           | ОСХН                       | СЭЗОСРС                    | Экономика и управление народным хозяйством                                     |                            |
| Сурин, Николай Александрович       | 23 февраля 1937 | 19 июня 1990    | д. с.-х. н.        | ОСХН                       | СРЗБР                      | Генетика и селекция                                                            | СО                         |
| Сысуев, Василий Алексеевич         | 14 февраля 1948 | 13 февраля 2001 | д. т. н.           | ОСХН                       | СМЭА                       | Механизация сельскохозяйственного производства                                 |                            |
| Сычёв, Виктор Гаврилович           | 28 июля 1955    | 14 февраля 2007 | д. с.-х. н.        | ОСХН                       | СЗМВЛХ                     | Агрохимия                                                                      |                            |
| Тильба, Владимир Арнольдович       | 2 августа 1937  | 16 февраля 2005 | д. б. н.           | ОСХН                       | СРЗБР                      | Растениеводство                                                                |                            |
| Тихонович, Игорь Анатольевич       | 1 января 1949   | 19 февраля 1997 | д. б. н.           | ОСХН                       | СЗМВЛХ                     | Микробиология                                                                  |                            |
| Уша, Борис Вениаминович            | 18 мая 1940     | 16 февраля 2005 | д. в. н.           | ОСХН                       | СЗВ                        | Ветеринарная медицина                                                          |                            |
| Ушачёв, Иван Григорьевич           | 20 января 1938  | 13 февраля 2001 | д. э. н.           | ОСХН                       | СЭЗОСРС                    | Экономика и управление народным хозяйством                                     |                            |
| Фисинин, Владимир Иванович         | 20 декабря 1939 | 14 июня 1988    | д. с.-х. н.        | ОСХН                       | СЗВ                        | Частная зоотехния, птицеводство                                                |                            |
| Харитонов, Евгений Михайлович      | 4 октября 1946  | 14 февраля 2007 | д. соц. н.         | ОСХН                       | СРЗБР                      | Растениеводство                                                                |                            |
| Харченко, Пётр Николаевич          | 8 октября 1948  | 15 февраля 2012 | д. б. н.           | ОСХН                       | СРЗБР                      | Биотехнология                                                                  |                            |
| Хицков, Иван Фёдорович             | 16 марта 1937   | 15 февраля 1995 | д. э. н.           | ОСХН                       | СЭЗОСРС                    | Экономика и управление АПК                                                     |                            |
| Хлыстун, Виктор Николаевич         | 19 марта 1946   | 19 февраля 1997 | д. э. н.           | ОСХН                       | СЭЗОСРС                    | Экономика и управление народным хозяйством                                     |                            |
| Чекмарёв, Пётр Александрович       | 19 июня 1961    | 15 февраля 2012 | д. с.-х. н.        | ОСХН                       | СЗМВЛХ                     | Общее земледелие                                                               |                            |
| Черноиванов, Вячеслав Иванович     | 4 июня 1938     | 19 июня 1990    | д. т. н.           | ОСХН                       | СМЭА                       | Механизация                                                                    |                            |
| Шабунин, Сергей Викторович         | 2 октября 1960  | 15 февраля 2012 | д. в. н.           | ОСХН                       | СЗВ                        | Ветеринарная медицина                                                          |                            |
| Щедрин, Вячеслав Николаевич        | 3 сентября 1946 | 16 февраля 2005 | д. т. н.           | ОСХН                       | СЗМВЛХ                     | Сельскохозяйственная мелиорация                                                |                            |
| Якушев, Виктор Петрович            | 6 июня 1949     | 15 февраля 2012 | д. с.-х. н.        | ОСХН                       | СЗМВЛХ                     | Мелиорация, агрофизика почвы, моделирование биологических систем               |                            |

## Учёные степени
| Учёная степень                   | Сокращение  | Количество академиков |
| -------------------------------- | ----------- | --------------------- |
| доктор биологических наук        | д. б. н.    | 19                    |
| доктор ветеринарных наук         | д. в. н.    | 7                     |
| доктор географических наук       | д. г. н.    | 1                     |
| доктор медицинских наук          | д. м. н.    | 1                     |
| доктор сельскохозяйственных наук | д. с.-х. н. | 33                    |
| доктор социологических наук      | д. соц. н.  | 1                     |
| доктор технических наук          | д. т. н.    | 14                    |
| доктор химических наук           | д. х. н.    | 1                     |
| доктор экономических наук        | д. э. н.    | 20                    |